# 시라야마촌 (이와테현)
시라야마촌(白山村)은 이와테현 이사와군에 설치되었던 촌이다. 현재의 오슈시에 해당한다.

## 연혁
- 1889년 4월 1일 - 정촌제 시행과 함께 이사와군 시라야마촌이 성립하였다.
- 1955년 4월 1일 - 마에사와정・고조촌 및 히가시이와이군 세이보촌과 합병해 새로운 이사와군 마에사와정이 되었다.

## 참고서적
- 『이와테현 정촌 합병지』(이와테현 총무부 지방과, 1957년)